# Stora Bågen
Stora Bågen är en sjö i Vansbro kommun i Dalarna och ingår i Dalälvens huvudavrinningsområde.